# Канари (Горња Корзика)
Канари (фр. Canari) је насељено место у Француској у региону Корзика, у департману Горња Корзика.
По подацима из 2011. године у општини је живело 317 становника, а густина насељености је износила 19,02 становника/km².

## Демографија
| 1962. | 1968. | 1975. | 1982. | 1990. | 2011. |
| ----- | ----- | ----- | ----- | ----- | ----- |
| 533   | 583   | 358   | 331   | 291   | 317   |